# Корост, Татьяна Михайловна
Татьяна Михайловна Корост (род. 1954) — директор общества «Агрофирма „Маяк“», Полтавская область, Герой Украины (2004).

## Биография
Родилась 13 января 1954 года в с. Березовая Лука Гадячского района Полтавской области.
Окончила Полтавский сельскохозяйственный техникум (1973) и агрономический факультет Полтавского сельскохозяйственного института по специальности «Агрономия» (1982).
- С 1973 по 1982 годы работала агрономом-химиком, колхоз «Маяк».
- C 1983 по 1986 годы — главным агрономом колхоза «Маяк».
- С 1987 года — возглавляет сельскохозяйственное предприятие, которое с 2004 года называется ООО «Агрофирма „Маяк“» (пгт Котельва, Котелевский район, Полтавская область).[2]

Депутат Полтавского областного совета. Глава Котелевской районной государственной администрации (с апреля 2010 года).

## Награды и звания
- Герой Украины (с вручением ордена Державы, 16 ноября 2004 — за выдающийся личный вклад в организацию и обеспечение получения высоких показателей по производству сельскохозяйственной продукции, внедрение современных форм хозяйствования, многолетний самоотверженный труд).
- Награждена орденом княгини Ольги ІІІ степени (2003), отмечена Украинской Православной Церковью: знаком ордена «Святая Анна» IV степени, орденом Святой великомученицы Варвары.
- Заслуженный работник сельского хозяйства Украины (2000).
- Почётный гражданин Котельвы.